# 宮崎市立宮崎東中学校
宮崎市立宮崎東中学校（みやざきしりつ みやざきひがしちゅうがっこう）は、宮崎県宮崎市江平東二丁目にある公立中学校。

## 沿革
- 1947年5月8日 - 宮崎市立宮崎中学校として宮崎市原町に開校。
- 1949年4月1日 - 生徒数の増加に伴い、宮崎西中学校を分離。宮崎東中学校に改称。
- 1955年4月1日 - 分校設置。
- 1955年6月2日 - 分校を永楽町の新校舎に移転。
- 1956年6月1日 - 分校が宮崎中学校として独立。
- 1967年1月31日 - 体育館竣工。
- 1970年7月19日 - プール竣工。
- 1983年4月1日 - 校区編成改正による東大宮中学校への一部通学者変更。
- 1995年4月10日 - 米飯給食開始。

## 概要
- 生徒数335名
- 学級数12個（通常学級10、特別支援学級2）
- 職員数36名

2021年1月6日現在。

## 学区
- 江平小学校区

## 交通
- 宮崎交通バス「江平2丁目」停留所下車。
- JR九州日豊本線宮崎神宮駅より徒歩10分。

## 主な学校行事
- 4月
  - 1学期始業式
  - 入学式
- 5月
  - 体育大会
  - 生徒総会
- 6月
  - 新入生説明会
  - 県立高校説明会（3年生）
  - 私立高校説明会（3年生）
- 7月
  - 職場体験学習（2年生）
  - 人権集会
  - 体育大会結団式
- 8月
  - PTA奉仕作業
- 9月
  - 生徒会選挙
- 10月
  - 鑑賞教室
  - 1学期終業式
  - 2学期始業式
  - 文化発表会
  - 生徒会役員退任・任命式
- 11月
  - 進学説明会（3年生）
  - 修学旅行（2年生）
- 12月
  - 人権尊重討論会
- 1月
  - （成人式）
- 2月
  - 立志式（2年生）
- 3月
  - 送別遠足
  - 学年クラスマッチ（各学年にて開催）
  - 卒業式
  - 修了式
  - 離任式

## 生徒会活動・部活動など

### 生徒会活動

#### 生徒会訓
声を出そう 汗を出そう 知恵を出そう 我が東中

### 平成28年度開設部活動
- 運動部
  - 野球部
  - サッカー部
  - 陸上部
  - 水泳部
  - 女子バレーボール部
  - 男子バスケットボール部
  - 女子バスケットボール部
  - 男子卓球部
  - 女子卓球部
- 文化部
  - 美術部
  - 吹奏楽部

## 制服
- 男子　
  - 冬服は標準的な学生服上下である。
  - 夏服はカッターシャツ、スラックスである。
- 女子　
  - 冬服はセーラー服上下である。
  - 夏服はセーラー服、吊りスカートである。

## 著名な関係者
- 寺坂史明（サッポロビール株式会社 代表取締役社長）
- 羽月隆太郎（広島東洋カープ内野手）